# Bajevac
Bajevac (cyr. Бајевац) – wieś w Serbii, w okręgu kolubarskim, w gminie Lajkovac. W 2011 roku liczyła 611 mieszkańców.